# ࢯ
Ṣād trois points souscrits ‹ ࢯ › est une lettre additionnelle de l’alphabet arabe anciennement utilisée dans l’écriture du biélorusse et du polonais. Elle est composée d’un ṣād ‹ ص › diacrité de trois points souscrits.

## Utilisation
Dans les manuscrits du XVIe au XIXe siècle et dans les textes imprimés du XXe siècle, les Tatars de Biélorussie et de Pologne ont utilisé ‹ ࢯ › pour représenter une consonne affriquée alvéolaire sourde /ts/ en biélorusse et polonais.